# Carlo Minnaja
Carlo Minnaja (Roma, 19 marzo 1940) è un matematico, esperantista e lessicografo italiano.
Figlio degli esperantisti Luigi Minnaja e Carolina Minio-Paluello, parla, assieme al fratello Nicola, l'esperanto da madrelingua Ha scritto un corposo vocabolario italiano-esperanto (CoEdEs, 1996); dal 1973 è membro della Akademio de Esperanto, nella quale è stato direttore della sezione storica fino al marzo 2019 ed è ora (2019) direttore della sezione letteraria.

## Carriera accademica
Minnaja si laurea in Scienze matematiche a Pisa nel 1963, perfezionandosi nella classe di Scienze presso la Scuola normale superiore di Pisa nel biennio 1963-1965; la sua carriera accademica inizia con un incarico di professore presso l'accademia navale di Livorno, nel 1965.
Minnaja è stato quindi con continuità professore incaricato di diverse discipline matematiche presso le Facoltà di Ingegneria dell'Università degli Studi di Padova e di Trento; stabilizzato dal 1973, di ruolo (seconda fascia) dal 1980. Ha tenuto corsi di “Analisi Matematica”, “Istituzioni di Analisi Superiore”, “Complementi di Matematica”, "Metodi matematici per l'ingegneria", "Storia della Matematica", "Algebra lineare e Geometria", corsi di dottorato, di perfezionamento e di specializzazione all'insegnamento secondario (SSIS). Si è occupato principalmente di applicazioni matematiche alla linguistica.
Fra il 1979 ed il 1984 è stato membro del Consiglio scientifico dell'Istituto di linguistica computazionale di Pisa. Negli anni 1983-84 ha svolto attività di docente Fulbright, visiting professor presso il Virginia Polytechnic Institute and State University e visiting scholar all'Università della California di Los Angeles.
Nel 2006 si è laureato in storia all'Università Cà Foscari di Venezia.

## Onorificenze e incarichi
Dal 1989 è membro dell’Accademia internazionale delle scienze di San Marino nel cui senato è stato dal 1992 al 2011. Dal 2003 professore onorario di Matematica Applicata presso l’Università Statale “Lucian Blaga” di Sibiu (RO).
Ha inoltre tenuto conferenze in numerose università europee, ed è autore o coautore di oltre settanta lavori scientifici e didattici sulla matematica. Numerosi sono anche i suoi volumi e articoli relativi alla lingua internazionale esperanto. Un suo libro in esperanto di storia della matematica è stato tradotto in russo e in serbo.
Nel 1990 ha ricevuto il Premio della Cultura della Presidenza del Consiglio della Repubblica Italiana; nel 2017 è stato nominato membro onorario della Federazione Esperantista Italiana.

## Attività nel movimento esperantista
Negli anni 1960 Minnaja è stato membro del consiglio direttivo della Tutmonda Esperantista Junulara Organizo, la massima associazione esperantista mondiale giovanile, occupandosi come segretario generale (1963-1967) delle sezioni nazionali e dei servizi. È stato presidente della Gioventù Esperantista Italiana e direttore dell'Istituto Italiano di Esperanto (1967-1977). Tuttora è molto attivo nel campo dell'esperantologia e della letteratura esperantista; è stato membro del circolo letterario La Patrolo (1969-1979).
Nel 1981 è apparsa la sua traduzione in esperanto della Locandiera di Goldoni, La gastejestrino; nel 1982 sono apparse le sue traduzioni di poesie di Cesare Pavese. Nel 1990 ha redatto e in parte tradotto un'antologia di poeti italiani del Novecento, Enlumas min senlimo (M'illumino d'immenso); ha tradotto Il Principe (La Princo, 2006), varie opere di Bianciardi (La integrigo, Vivo agaca e Ekpafi, 2008-2011), ha redatto in esperanto un'antologia di Pirandello e altri scrittori siciliani (2012), un'antologia di Montale e altri scrittori liguri (2013), un’antologia di D'Annunzio (2013), un’antologia di scrittori trentini (2014) e un’antologia di scrittori lucani (2017). Ha quindi scritto una storia dell’Accademia di Esperanto e una Introduzione alla letteratura esperanto.
In collaborazione con lo scrittore esperantista Giorgio Silfer (pseudonimo di Valerio Ari) ha pubblicato nel 2015 la Historio de la esperanta literaturo (Storia della letteratura in esperanto) presso l'editore Kooperativo de Literatura Foiro di La Chaŭ-de-Fonds (Svizzera).
Nel 1996 è stato pubblicato il suo dizionario italiano-esperanto, di oltre 1400 pagine; è il più completo vocabolario di tale genere. In seguito tale dizionario è stato digitalizzato con il nome di eVortaro, e successivamente aggiornato ad hVortaro. Il formato elettronico permette di cercare anche termini in esperanto ed avere i corrispondenti in italiano, anche se con una minore precisione rispetto alla ricerca italiano-esperanto per cui il dizionario è stato creato.
Minnaja è membro del comitato scientifico del Centro italiano di interlinguistica, ed è recensore letterario di numerose riviste.
Minnaja è tra gli artefici, assieme a Giorgio Silfer della creazione, nel 1993, del Pen Esperanto.

## Pubblicazioni

### Articoli
- (EN) Carlo Minnaja e Laura Gilda Paccagnella, Extending the Italian Wordnet with the Specialized Language of the Mathematical Domain (abstract), in GRKG. Grundlagenstudien aus Kybernetik und Geisteswissenschaft, 2005.
- (EN) Carlo Minnaja e Laura Gilda Paccagnella, A mathematical dictionary for Esperanto, according to Wordnet (abstract), in Respectus Philologicus, 2008.
- (EN) Carlo Minnaja e Laura Gilda Paccagnella, Cultural heritage of mathematicians in the Danube basin (abstract), a cura di Ljubisa Preradovic, Banja Luka, Ministarstvo trgovine i turizma Republike Srpske & Medunarodno udruzenje naucnih radnika, 2009, ISBN 978-99938-894-4-1.
- Carlo Minnaja e Laura Gilda Paccagnella, La scuola di Peano nella visione critica di Bruno Migliorini (abstract), a cura di Clara Silvia Roero, Peano e la sua Scuola, tra matematica, logica e interlingua, 2010, ISBN 978-88-904763-5-8.
- Carlo Minnaja e Laura Gilda Paccagnella, La dimensione storica nei corsi SSIS Veneto dei settori tecnologico e fisico-informatico-matematico, Formazione degli insegnanti - Alcune esperienze della SSIS Veneto, Lecce, Pensa MultiMedia, 2011, ISBN 978-88-8232-923-5.

### Conferenze
- (EN) Carlo Minnaja e Laura Gilda Paccagnella, Scientific dictionaries in the international language, a cura di Ljubisa Preradovic, Uloga i znacaj nauke u savremenom drustvu, 2007.

### Libri
- Carlo Minnaja, L'Esperanto in Italia - Alla ricerca della democrazia linguistica, Il Poligrafo, 2007, ISBN 978-88-7115-546-3.
- Carlo Minnaja, Francesco Baldassarri e Enrico Giusti, I matematici nell'Università di Padova. Dal suo nascere al XX secolo, Esedra, 2008, ISBN 978-88-6058-093-1.
- Carlo Minnaja, Laura Gilda Paccagnella e Silvia Dentilli, Gerolamo Cardano: dal numero alla probabilità, Lecce, Pensa MultiMedia, 2010, ISBN 978-88-8232-790-3.
- (EO) Carlo Minnaja e Giorgio Silfer, Historio de la Esperanta literaturo, La Chaux-de-Fonds, Kooperativo de Literatura Foiro, 2015, ISBN 3-906595-21-8.
- (EO) Carlo Minnaja, Historio de la Akademio de Esperanto, Milano, Federazione Esperantista Italiana, 2018, ISBN 978-88-96582-23-7.
- Carlo Minnaja, Introduzione alla letteratura esperanto, a cura di Davide Astori, Athenaeum Edizioni Universitarie, 2019, ISBN 8832158035.